# Efstathios Aloneftis
Efstathios Aloneftis (grec: Ευστάθιος Αλωνεύτης)  (Lakatamia, 29 de març de 1983) és un exfutbolista xipriota de la dècada de 2000.
Fou 62 cops internacional amb la selecció xipriota.
Pel que fa a clubs, fou jugador de Omonia, Larissa, Energie Cottbus i APOEL.